# August Gottlieb Spangenberg

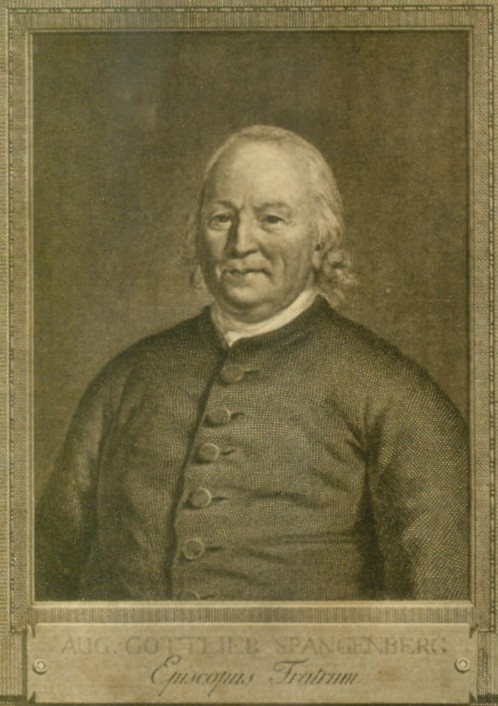
Gottlieb August Spangenberg, Kupferstich von Johann Gotthard Müller (1788) nach einem Gemälde von Anton Graff

August Gottlieb Spangenberg (* 25. Juli 1704 in Klettenberg, Grafschaft Hohenstein, Thüringen; † 18. September 1792 in Berthelsdorf, Kurfürstentum Sachsen) war ein deutschsprachiger evangelischer Missionar, Bischof, der zweite Stifter der Evangelischen Brüderunität und 1762 Nachfolger von Graf Nikolaus Ludwig von Zinzendorf. Er wurde allgemein Bruder Josef genannt, eben weil er sich – wie Josef im Ersten Buch Mose der Bibel – um seine Brüder gekümmert hat.

## Leben
Spangenberg war ein Sohn des lutherischen Pastors Georg Spangenberg (1665–1713), er studierte an der Universität Jena zuerst Jura. 1722 wandte er sich unter dem Einfluss des Theologieprofessors Johann Franz Buddeus (1667–1729), bei dem er wohnte, dem Pietismus zu und studierte danach evangelische Theologie. 1727 hatte er erste Kontakte mit Personen der Brüdergemeine, 1728 besuchte der Graf Nikolaus Ludwig von Zinzendorf Jena, und Spangenberg kam in Kontakt mit ihm und wurde in seinen Kreis aufgenommen. 1729 machte er sein Magisterexamen, und er erhielt 1731 einen Ruf als Professor der Theologie, den er ablehnte. Er nahm 1732 eine Anstellung als Adjunkt an der theologischen Fakultät der Universität Halle an, weil er Christus in Niedrigkeit dienen wollte. Als solcher wurde Spangenberg an die Franckeschen Stiftungen berufen und wirkte dort als Inspektor des Waisenhauses.
Nachdem er am 8. April 1733 auf Befehl des Königs aus Halle entlassen und vertrieben worden war, schloss sich Spangenberg der Herrnhuter Brüdergemeine an und wurde Assistent von Zinzendorf. Er unternahm im Lauf der nächsten Jahre für die Brüdergemeine mehrere Missionsreisen, so 1735 bis 1739 nach Georgia und Pennsylvania in den dreizehn englischen Kolonien Nordamerikas, nach Saint Thomas in Dänisch-Westindien und 1741 bis 1742 nach England. Er war Mitinitiator der neuen Gemeinschaft, der Siedlung Nazareth und des Zentrums Bethlehem, Pennsylvania, und auch der Indianermission im umliegenden Gebiet. In England war er eine führende Person an der wichtigen Konferenz der Brüdergemeine in London 1741 und gründete in Smith House, Yorkshire, die erste englische Siedlung der Gemeinschaft.
1744 berief die Brüder-Unität Spangenberg zum Bischof, und er wurde am 15. Juni 1744 in Marienborn ordiniert. Noch im gleichen Jahr besuchte er erneut die Brüdergemeine in Nordamerika und trieb die Indianermission voran. 1745 wurde er vom Irokesen-Häuptling Shikellmy in den Clan der Bären aufgenommen und erhielt den Namen Tgirhitontie. 1749 bis 1751 wirkte er in Europa, danach weitete er die Gemeinschaft und Missionsarbeit in North Carolina aus. 1752 war er Mitbegründer der Siedlung Wachau, aus der später die Stadt Winston-Salem entstand.
1762, nach Nikolaus Ludwig von Zinzendorfs Tod, wurde er dessen Nachfolger in der Leitung der Brüdergemeine. Im Alter von 88 Jahren starb August Gottlieb Spangenberg am 18. September 1792 in Berthelsdorf bei Herrnhut, wo er die letzten Lebensjahre verbracht hatte.

## Bedeutung
Spangenberg war ein begabter Lehrer, umsichtiger Organisator, eine besonnene Führungspersönlichkeit und Friedensstifter für die Brüdergemeine. Mit der englischen Regierung konnte er erfolgreich vermitteln und verhandeln. Bis im Jahr 1746 dichtete er auch einige Kirchenlieder, wobei das ins Englische übersetzte Lied We adore Thee evermore, Hallelujah (deutsch: Wir beten dich immerfort an, Halleluja) das bekannteste geblieben war. Dank seiner langjährigen, rastlosen Tätigkeit hat Spangenberg als „Krisenmanager“ wie auch als „Stratege der Kolonieprojekte“ und „mäßigende Stimme alltagspraktischer Vernunft“ den Werdegang und die Konsolidierung der Brüdergemeine nachhaltig geprägt. Zinzendorfs Sonderlehren hatte er spürbar abgemildert, und er war vermehrt auf Verkirchlichung bedacht und hatte ihr eine „gefestigte theologische […] Ausrichtung“ verliehen.

## Schriften (Auswahl)
- Weitere Apologetische Schluss-Schr., 1752.
- Leben des Herrn Nikolaus Ludwig Grafen und Herrn von Zinzendorf und Pottendorf, Barby 1772–1775 (8 Teile und 4 Bände).
  - The Life of Nikolaus Lewis Count Zinzendorf, 1838, übersetzt von Samuel Jackson.
- Kurzgefasste historische Nachrichten von der Brüderunität, 1774.
- Idea fidei fratrum, oder kurzer Begriff der christlichen Lehre in der Brüdergemeine, Barby 1779.
  - An Exposition of Christian Doctrine as Taught in the Protestant Church of the United Brethren, London 1784 und 1796, übersetzt von Benjamin La Trobe.
- Von der Arbeit der evangelischen Brüder unter den Heiden, Barby 1782.
  - An Account of the Manner in Which the Protestant Church of the Unitas Fratrum, or United Brethren, Preach the Gospel, and Carry on Their Missions among the Heathen, 1788.
- Einige Reden an die Kinder, 1782, 1797 und 1799.
- Unterricht für die Brüder und Schwestern, welche unter den Heiden am Evangelio dienen, 1784.
- Dankbare Erinnerung an einige der Evangelischen Brüder-Unität von dem Herrn seit etlichen und fünfzig Jahren erzeigte besondere Gnadenbeweise, 1784–1785.
  - Recollections of Fifty Years, Bethlehem, übersetzt von Albert F. Jordan.
- Das Wort vom Kreuz, 1791.

## Gedenktag
18. September im Evangelischen Namenkalender.